# هاروهيكو كورودا
هاروهيكو كورودا (باليابانية: 黒田東彦؛ بالكانا: くろだ はるひこ) هو مصرفي واقتصادي وبروفيسور ياباني، ولد في 25 أكتوبر 1944 في أوموتا في اليابان.